# 逆转录病毒
逆转录病毒科又稱「逆轉錄病毒科」，分爲雙鏈DNA逆轉錄病毒和正鏈RNA逆轉錄病毒。
它们增殖時都有將遺傳物質RNA逆轉錄爲DNA的過程（前者逆轉錄反鏈RNA，後者逆轉錄正鏈RNA），多具有逆转录酶。
本文主要介紹正鏈RNA逆轉錄病毒。

## 逆轉錄病毒
於1908年於丹麥証明、1911年於美國進行人工實驗証實此病毒科之存在。
逆轉錄病毒大小約為100nm（70~110nm，有時至200nm），外面為一層具有表面突起的脂蛋白套膜。套膜內有一正二十面體的衣殼（capsid），核蛋白衣內有一螺旋結構的核糖核蛋白（ribonucleoprotein），當以負染色電子顯微鏡觀察時，許多反轉錄病毒，尤其是引起動物白血病及腫瘤者，都是多形性病毒顆粒，對滲透壓的改變非常敏感，當樣品處理時常會使病毒破碎。此科的亞科致腫瘤RNA病毒（Oncovirinae），可於許多細胞內繁殖達到很高的力價而不改變細胞的性狀。尤其是在薄切片時經常可看到直徑為85~110nm的C顆粒，大部分哺乳動物都有相關的C顆粒。逆转录病毒一般在其外壳外还有一层脂肪。
在薄切片時，C顆粒因其核心殼（core shell）及其染色較深的衣殼呈同心狀排列而類似靶心。B型致腫瘤RNA病毒如鼠乳房瘤病毒（mouse mammary tumor virus），因其病毒核心位置較偏而與C型不同，其與外殼間有一電子透明的空間。B型致腫瘤RNA病毒於負染色時較C型穩定而不易破碎。A型顆粒為圓形或油炸甜圈餅形中心為電子透明，直徑約75nm常存在於細胞質高基氏體附近或內質網之空隙內（cisternae of the endoplasmic reticulum）。

### 病毒组成
逆转录病毒至少含下列三种基因：
- gag包含组成病毒中心和结构的蛋白质的基因
- pol包含逆转录酶的基因
- env包含组成病毒外壳的基因。

大多数逆转录病毒造成的疾病都是比较慢性的，有些病毒虽然不直接导致疾病，但可以导致癌症，有些病毒可以在其基因插入细胞基因内而不导致疾病。在人类进化的过程中有许多逆转录病毒将它们的基因插入人的基因内并成为人的基因的一部分。

## 遗传信息传递过程
在感染受害细胞时，逆转录病毒遗传信息的传递过程如下：
1. 在它们自身所携带的逆转录酶的催化下将其正链RNA逆转录为反链DNA（因此被称为逆转录病毒），形成RNA-DNA杂交体。
2. 正链RNA被病毒所携带的核酸核糖酶H（RNaseH）降解。
3. 在依赖于DNA的DNA聚合酶作用下，由反链DNA合成出正链DNA，形成±DNA双链中间体，并可整合进宿主细胞基因中，成为前病毒，在细胞分裂时与宿主DNA分子同步复制。
4. 前病毒在宿主细胞RNA聚合酶的作用下，从反链DNA转录合成出新的正链RNA基因组。
5. 正链RNA基因组部分被加工为mRNA，翻译出结构蛋白。
6. 结构蛋白与正链RNA基因组组装成为新的病毒。

## 反轉錄病毒科主要分类

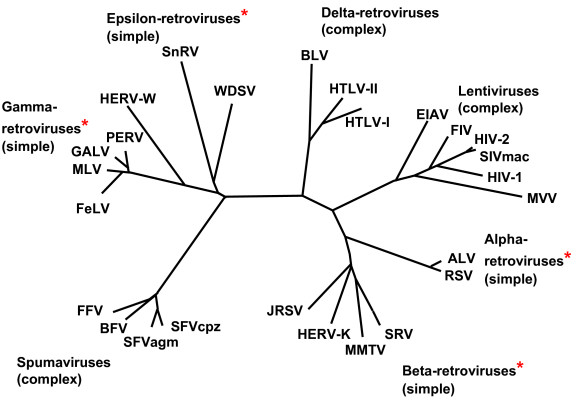
逆轉錄病毒的系統發育

反轉錄病毒科（Retroviridae）可分为二类：
- 正反轉錄病毒亞科（Orthoretrovirinae）
  - α反轉錄病毒屬（Alpharetrovirus）
  - β反轉錄病毒屬（Betaretrovirus）
  - γ反轉錄病毒屬（Gammaretrovirus）
  - δ反轉錄病毒屬（Deltaretrovirus）
  - ε反轉錄病毒屬（Epsilonretrovirus）
  - 慢病毒屬（Lentivirus）-代表種:人類免疫缺陷病毒1（Human immunodeficiency virus 1; HIV-1）可以导致慢性病，如艾滋病等。
- 泡沫反轉錄病毒亞科（Spumaretrovirinae）代表種:黑猩猩泡沫病毒（Chimpanzee foamy virus; CFV）泡沫病毒：不导致疾病。
  - Bovispumavirus
  - Equispumavirus
  - Felispumavirus
  - Prosimiispumavirus
  - Simiispumavirus

## 流行病學
在台灣，家禽白血病病毒（Avian leukosis viruses），貓白血病病毒（Feline leukemia virus 1996），牛白血病病毒（Bovine leukemia virus），羊關節炎腦炎病毒（caprine arthritis-encephalitis virus 1984），馬傳染性貧血症病毒（Equine infectious anemia virus 1992），均為台灣重要的疾病，感染情形非常普遍。
δ反轉錄病毒屬的致瘤病毒可以导致癌症，如白血病等。它们含有癌基因（oncogene）。目前已發現35種致癌病毒，能在禽類與老鼠身上造成惡性疾病。在人類目前只有人類嗜T淋巴球病毒一型（HTLV-1），能造成成人急性T細胞淋巴性白血病（ATLL）。此病毒可經由輸血、性行為或哺乳傳染，在日本南部的九州及沖繩為地區性流行。每20名感染者中約有一名會發病，平均在感染後30-50年間。ATLL的表現除了白血球增加外，皮膚表現亦為特徵，其細胞具有多型性且多葉的細胞核，有「花細胞」之稱。
由于逆转录过程比较不稳定，因此逆转录病毒的变异过程比较快。这使研究针对逆转录病毒的免疫抗体的过程非常困难。
大多数针对逆转录病毒的治疗方法（比如目前拥有的针对艾滋病的药物）主要是针对病毒的逆转录过程。但由于病毒迅速的变异过程，病毒往往会很快就产生对药物的阻抗。

## 外部連結
- 微生物免疫學-Retroviridae（反轉錄病毒科） （页面存档备份，存于）
- 逆轉錄病毒學期刊 （页面存档备份，存于）（Retrovirology）